# Otto Hersing
Otto Hersing (Mulhouse, 30 novembre 1885 – Angelmodde, 5 luglio 1960) è stato un ammiraglio tedesco, comandante nella Kaiserliche Marine durante la prima guerra mondiale.
Nel settembre 1914, alla guida del sommergibile U-21, divenne celebre per essere stato l'artefice del primo affondamento di un'unità militare nemica ad opera di un siluro a propulsione autonoma.

## Biografia

### Formazione e addestramento
Entrato nell'aprile del 1903 nella marina imperiale tedesca, Hersing ricevette i suoi primi addestramenti sulla nave scuola Stosch, sulla corvetta Blücher e sulla nave della scuola di artiglieria Mars. Ebbe modo di prestare servizio come cadetto sulla corazzata Kaiser Wilhelm II. Nel settembre 1906 fu promosso al rango di tenente e trasferito sull'incrociatore Hamburg. Nel 1909 fu promosso al grado di oberleutnant.
Nel biennio 1911-13 prestò servizio come ufficiale di guardia sull'incrociatore protetto Hertha, a bordo del quale solcò le acque del Mediterraneo ed ebbe modo di visitare numerosi porti delle Indie Occidentali.

### Mare del Nord
Nel 1914 fu nominato Kapitänleutnant e, dopo aver ricevuto un addestramento specifico per la guerra sottomarina, con lo scoppio della prima guerra mondiale venne assegnato al comando del sommergibile U-21, dislocato nel porto dell'isola di Helgoland, sul Mare del Nord. Fra agosto e settembre l'U-21 compì alcune azioni di ricognizione nel Mare del Nord, ma senza riuscire ad individuare alcuna nave dell'Intesa. Hersing cercò allora di forzare con la sua unità il Firth of Forth, ai tempi base navale britannica, ma senza successo.

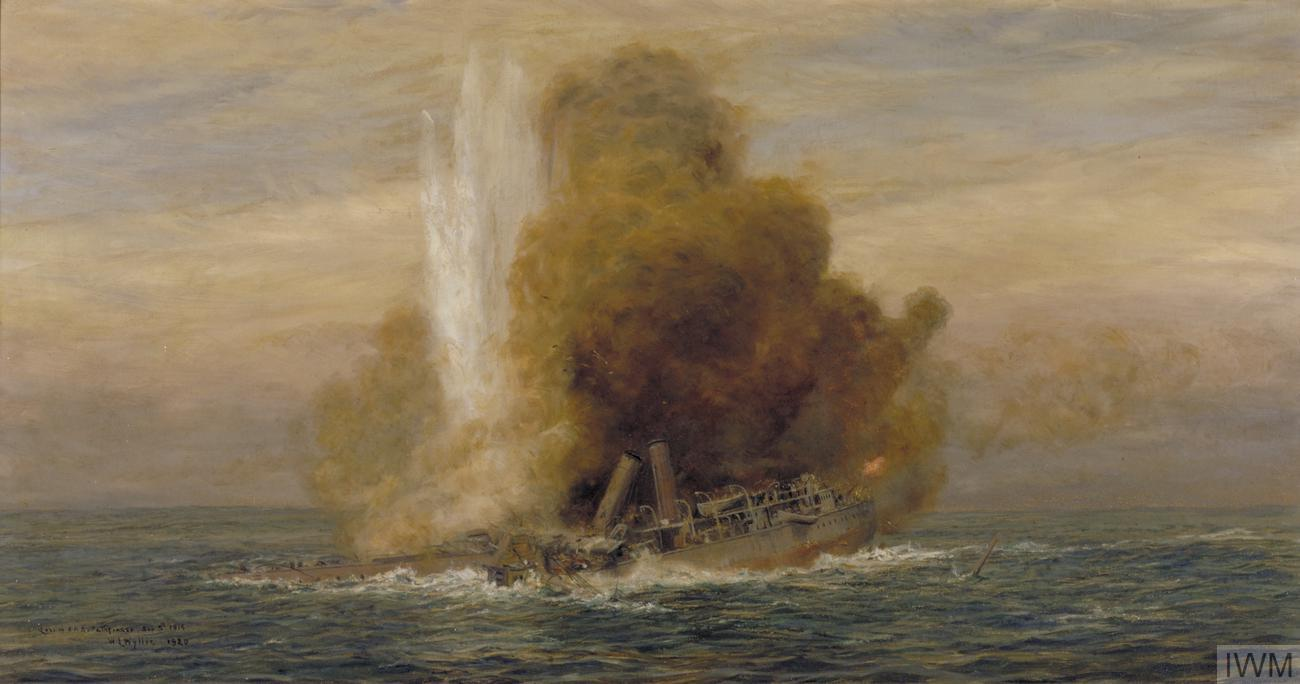
L'affondamento del Pathfinder in un dipinto dell'epoca

Poco dopo, il 5 settembre, il sommergibile incrociò al largo della costa scozzese l'incrociatore leggero Pathfinder, che a causa di una ridotta scorta di carbone in quel momento viaggiava alla bassa velocità di 5 nodi. Hersing diede l'ordine di attacco e un singolo siluro colpì l'unità navale inglese proprio sotto la torre di comando, in punto dalla corazzatura poco spessa, non lontano dalla polveriera della nave, che fu distrutta da una grande esplosione e affondò rapidamente, trascinando con sé 261 marinai. Si trattò del primo affondamento di una nave militare moderna ad opera di un sottomarino armato di siluri.
Il 14 novembre fu la nave a vapore francese Malachite ad essere intercettata dall'unità di Hersing che, dopo aver fatto evacuare l'equipaggio, la fece colare a picco colpendola con il cannone di superficie del suo sommergibile. Tre giorni dopo fu la carboniera inglese Primo a subire la stessa sorte.

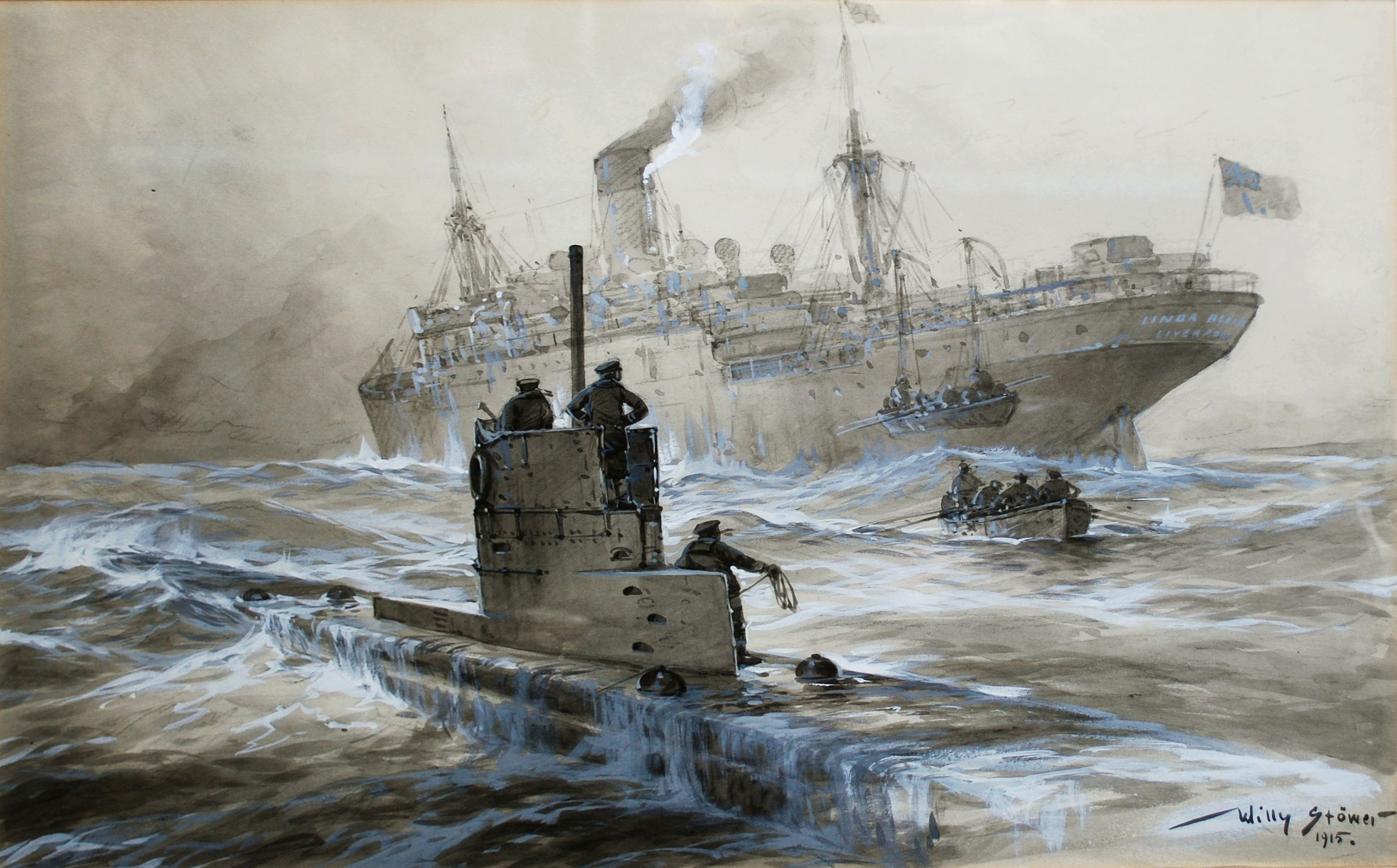
L'affondamento del Linda Blanche in un'illustrazione di Willy Stöwer

L'inizio del 1915 vide Hersing ricevere la Croce di ferro di seconda classe, nonché il compito di estendere la minaccia sottomarina alle coste occidentali inglesi. Il 21 gennaio salpò pertanto nuovamente da Wilhelmshaven per concentrarsi verso l'area operativa del mare d'Irlanda, che dove arrivò dopo aver forzato le reti antisommergibili poste dagli Alleati nello Stretto di Dover. Raggiunte le acque britanniche, cercò di sabotare la pista di atterraggio situata sull'Isola di Walney, venendo respinto e costretto a ritirarsi. Il giorno 30 dello stesso mese affondò in rapida successione le carboniere Ben Cruachan, Linda Blanche e Kilchuan. In tutti i casi, il comandante tedesco si attenne alle regole di comportamento previste dal codice della guerra marittima, soccorrendo gli equipaggi delle navi abbordate e permettendo loro di trarsi in salvo. Per sfuggire alla caccia sempre più intensa che, dopo i successi riportati, le unità inglesi stavano iniziando a dargli, l'U-21 fu richiamato a Wilhelmshaven, dove rientrò per l'inizio di febbraio.

### Operazioni nel Mediterraneo e nei Dardanelli
In aprile Hersing venne dislocato insieme alla sua unità nel teatro operativo del Mediterraneo, a supporto della Turchia, alleata della Germania. Salpato da Kiel il 25 aprile, il Kapitänleutnant riuscì a condurre la sua unità alla base austro-ungarica di Cattaro dopo 18 giorni di navigazione, la maggior parte dei quali in superficie. La nave rifornimento con cui l'U-21 si era incontrata infatti l'aveva provvista con un carburante non adatto alle sue caldaie, il che costrinse Hersing a limitare al massimo il consumo, esponendo il sommergibile al rischio di essere individuato dalle unità nemiche e costringendolo ad allungare la sua rotta.

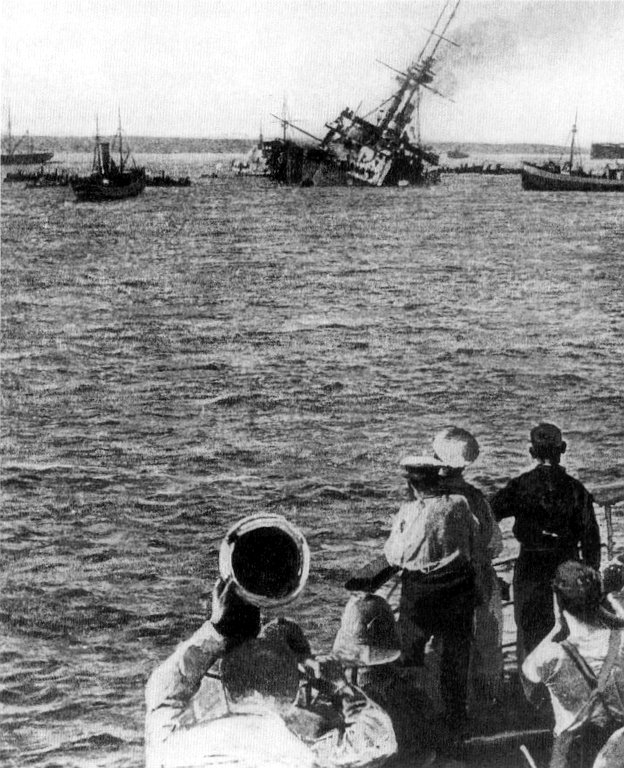
L'affondamento della Majestic in una foto scattata pochi minuti dopo il siluramento

Arrivato a destinazione il 13 maggio, il sommergibile giunse il 25 dello stesso mese nel teatro operativo di Gallipoli, dove i turchi erano in notevole difficoltà nel conttastare le forze britanniche sbarcate di recente, e che erano difese da pesanti bombardamenti navali. Lo stesso primo giorno, Hersing condusse il suo U-21 a sole 300 Iarde (circa 270 metri) dalla nave da battaglia Triumph, impegnata nel cannoneggiamento delle postazioni turche, e la affondò con un singolo siluro, causando la morte di 3 ufficiali e 75 uomini dell'equipaggio. Dopo l'affondamento, nascose il sommergibile in profondità per 28 ore, prima di farlo riemergere per ricaricare le batterie elettriche. Il 27 maggio affondò al largo di Capo Helles la corazzata Majestic, difesa da reti anti-siluro e da una scorta di unità minori, che Hersing fu abile ad evitare; la nave affondò nel giro di quattro minuti causando la morte di almeno 40 membri dell'equipaggio, molti dei quali rimasero intrappolati nelle stesse reti che avrebbero dovuto proteggere la nave. A seguito delle imprese di Hersing le navi alleate furono ritirate da Capo Helles, e la Gran Bretagna offrì una ricompensa dl 100.000 sterline per la cattura del comandante tedesco, che iniziò ad acquistare notorietà nell'ambiente militare con il soprannome di Zerstörer von Schlachtschiffe (Distruttore di navi da battaglia). Il 5 giugno Hersing fu insignito della medaglia Pour le Mérite, la più alta onorificenza militare tedesca come ricompensa per le sue azioni nel Mediterraneo. Nello stesso 1915 le sue imprese gli valsero la cittadinanza onoraria di Bad Kreuznach.
Dopo l'affondamento della Majestic, Hersing condusse l'U-21 a Costantinopoli, dove il governo turco tributò grandi onori a lui ed al suo equipaggio, e dove il sommergibile poté ricevere le riparazioni di cui necessitava, che richiesero un mese. Al termine dei lavori, Hersing riprese il mare attraversando nuovamente i Dardanelli; il 4 luglio silurò ed affondò nei pressi di Capo Helles la nave munizioni francese Carthage. In seguito l'unità fu costretta a tornare a Costantinopoli dopo aver urtato una mina antisommergibile che non causò danni gravi. Dopo una breve ed infruttuosa tappa nel Mar Nero, il sommergibile fece ritorno nel Mediterraneo, dove in settembre trovò definitivamente sbarrata la via del ritorno verso la capitale ottomana a seguito del blocco dei Dardanelli da parte degli Alleati. Hersing si diresse dunque verso Cattaro dove passò temporaneamente, insieme con tutto il suo equipaggio, al servizio della marina austro-ungarica. Tale espediente fu necessario per permettere al sommergibile di operare contro il naviglio mercantile italiano; la Germania infatti non sarebbe stata ufficialmente in guerra con il Regno d'Italia fino al 1916.
Temporaneamente dunque Hersing prestò servizio sotto copertura alle dipendenze dell'Austria-Ungheria, e la sua unità venne rinominata U-36. Nel mese di febbraio Hersing affondò dapprima il mercantile britannico Belle of France, poi l'incrociatore francese Amiral Charner, intercettato al largo delle coste siriane. Quest'ultima operazione causò la morte di 427 membri dell'equipaggio. Tra l'aprile e l'ottobre del 1916 l'U-36 rese difficoltosa la navigazione al naviglio alleato nel Mediterraneo, e affondò numerose navi mercantili fra cui la britannica City of Lucknow (3.677 tonnellate, incrociata al largo di Malta il 30 aprile), tre piccole navi italiane (intercettate vicino alla Corsica fra il 26 ed il 28 ottobre) ed il vaporetto Glenlogan (5.800 tonnellate, 31 ottobre). Nei primi tre giorni di novembre il sommergibile di Hersing, posizionatosi nelle acque a nord della Sicilia affondò altre quattro navi italiane, per un totale di quasi 2.500 tonnellate complessive. Il 23 dicembre fu la volta del mercantile inglese Benalder, che nonostante fosse stato colpito da un siluro nei pressi di Creta riuscì a sopravvivere e a raggiungere il porto di Alessandria. In totale il 1916 vide l'U-36 affondare 12 navi per un totale di più di 24.000 tonnellate complessive.

### Ritorno nel Mare del Nord
L'inizio del 1917 vide Hersing e la sua unità lasciare il Mediterraneo, richiamati a supporto della campagna di guerra sottomarina indiscriminata promossa dallo stato maggiore tedesco. Il nuovo teatro operativo dell'unità divenne la costa dell'Atlantico. Fra il 16 e il 17 febbraio Hersing intercettò ed affondò due mercantili britannici e due portoghesi di piccolo tonnellaggio al largo della costa lusitana. Il 20 dello stesso mese fu la volta del cargo francese Cacique (2.917 tonnellate), colato a picco nel Golfo di Biscaglia.
Il 22 febbraio costituì un giorno particolarmente memorabile per l'equipaggio dell'U-21: giunto nelle acque settentrionali del Mare Celtico infatti, intercettò dapprima il mercantile Bandoeng, battente bandiera olandese che, già danneggiato da uno scontro con un altro sommergibile tedesco, venne finito; lo stesso giorno la medesima sorte toccò ad altre sei navi (cinque olandesi, la più grossa delle quali, la Noorderdijk, di oltre 7.000 tonnellate, ed una norvegese, la Normanna, di 2.900 tonnellate). Una settima, la Menado, fu gravemente danneggiata ma sfuggì all'affondamento. In totale in un solo giorno l'U-21 affondò sette navi, per più di 33.000 tonnellate complessive.
Spostata la sua unità nelle acque fra la Scozia e la Norvegia, Hersing continuò la sua opera di caccia al naviglio commerciale alleato: il 22 aprile colò a picco i mercantili Giskö e Theodore William. Tra il 29 e il 30 dello stesso mese a sud delle coste irlandesi, l'U-21 affondò la norvegese Askepot e la russa Borrowdale. Nelle stesse acque i mercantili britannici Adansi e Killarney subirono la stessa sorte rispettivamente il 6 e l'8 maggio. Il 27 giugno Hersing affondò l'ultima unità accertata al comando del suo sommergibile, lo svedese Baltic. Rimase al comando dell'U-21 fino al settembre 1918 quando, due mesi prima dell'armistizio delle forze armate tedesche, venne destinato alla scuola di navigazione sottomarina di Eckernförde in qualità di istruttore. Nel complesso durante il conflitto Hersing fu responsabile dell'affondamento di 40 navi, per un totale superiore alle 113.000 tonnellate complessive, segnalandosi come uno dei comandanti più vittoriosi della Kaiserliche Marine.

### Dopo la guerra
Terminato il conflitto Hersing fu responsabile del ritiro delle truppe tedesche dalla città di Riga fra la fine del 1918 e l'inizio del 1919. Si suppone che fu a causa di una sua decisione che l'U-21, consegnato agli alleati dopo il termine delle ostilità, affondò in circostanze mai del tutto chiarite il 22 febbraio 1919, durante il trasferimento dal Mare del Nord alla Gran Bretagna, dove avrebbe dovuto formalmente consegnarsi.
Nel 1920 fu probabilmente coinvolto nel Putsch di Kapp, un tentativo di sovvertimento della Repubblica di Weimar, ma non ebbe conseguenze e rimase in marina, venendo promosso nel 1922 venne promosso a Korvettenkapitän (capitano di corvetta), il più alto da lui raggiunto. La fama delle sue imprese era ancora così presente dopo la guerra che le autorità francesi istituirono una taglia di 20.000 Marchi per chiunque avesse condotto il celebre comandante di sommergibili nelle zone della Renania occupata.
Ritiratosi dal servizio attivo nel 1924 per motivi di salute, Hersing si trasferì con la moglie a Rastede, una cittadina della Bassa Sassonia, dove a dispetto del suo glorioso passato di comandante si dedicò alla coltivazione delle patate.
Nel 1932 pubblicò un libro di memorie intitolato U-21 rettet die Dardanellen ("L'U-21 salva i Dardanelli"). Pochi anni dopo, nel 1935, si trasferì con la moglie a Gremmendorf, un quartiere della città di Münster. Morì nel 1960 dopo una lunga malattia; la sua tomba si trova attualmente nel cimitero di Angelmodde. La raccolta completa dei suoi scritti è tuttora conservata nel Deutsches U-Boot Museum di Altenbruch, nella stanza a lui dedicata.